# Velké Březno
Velké Březno é uma comuna checa localizada na região de Ústí nad Labem, distrito de Ústí nad Labem.